# Клиновське сільське поселення
Кли́новське сільське поселення (рос. Клиновское сельское поселение) — муніципальне утворення у складі Ковилкінського району Мордовії, Росія. Адміністративний центр — село Клиновка.

## Історія
Станом на 2002 рік існували Клиновська сільська рада (села Клиновка, Перевісьє, Самаєвка, Чепурновка) та Самаєвська сільська рада (селища Виноградовка, Самаєвка).
12 березня 2010 року до складу сільського поселення було включене ліквідоване Самаєвське сільське поселення (селища Виноградовка, Самаєвка).

## Населення
Населення — 894 особи (2019, 1145 у 2010, 1303 у 2002).

## Склад
До складу поселення входять такі населені пункти:
| Населений пункт      | Населення, осіб (2002) | Населення, осіб (2010) |
| -------------------- | ---------------------- | ---------------------- |
| Виноградовка, селище | 9                      | 0                      |
| Клиновка, село       | 146                    | 139                    |
| Перевісьє, село      | 98                     | 93                     |
| Самаєвка, село       | 91                     | 61                     |
| Самаєвка, селище     | 728                    | 654                    |
| Чепурновка, село     | 231                    | 198                    |